# Гегемон
Гегемо́н (грец. ἡγεμών, трансліт. геґемон, новогрецькою ηγεμόνας «іґемонас», «проводир, провідник, керівник, напутник») — керівник, вождь, носій гегемонії.
Історично термін використовувався для позначення звання керівника або воєначальника, намісника, рідше — імператора. У Новому Заповіті прокуратор Юдеї Понтій Пілат має титул гегемон (игемонъ).
Із цього ж кореня походить і слово ἡγούμενος (іґуменос — «ігумен»), яке означає керівника православного монастиря.